# 가나시마촌
가나시마촌(일본어: 金島村)은 일본 군마현 기타군마군에 설치되었던 촌이다. 현재의 시부카와시에 해당한다.

## 역사
- 1889년 4월 1일 - 정촌제 시행으로 니시군마군 가나시마촌 성립.
- 1896년 4월 1일 - 군의 통합(니시군마군과 가타오카군의 통합)으로 군마군 소식이 됨.
- 1949년 10월 1일 기타군마군(군마군에서 분리) 소속이 됨.
- 1954년 4월 1일 시부카와정, 후루마키촌, 도요아키촌과 합병하여 시부카와시가 됨.

## 참고 문헌
- 角川日本地名大辞典編纂委員会, 『角川日本地名大辞典 10 群馬県』1988, 角川書店